# اگزیستنز
اگزیستنز (انگلیسی: Existenz) فیلمی در ژانر ترسناک و علمی-تخیلی به نویسندگی، تهیه‌کنندگی و کارگردانی دیوید کراننبرگ فیلمساز کانادایی است که در سال ۱۹۹۹ منتشر شد. در این فیلم جنیفر جیسن لی و جود لا به ایفای نقش پرداخته‌اند.
داستان در مورد آلگرا گلر از شرکت آنتنا ریسرچ است که با طراحی یک بازی کامپیوتری مرز میان واقعیت و خیال را از بین برده و باعث درگیری شرکت آنتنا ریسرچ با شرکت رقیب خود یعنی کورتیکال سیستمز در زمینه تولید بازی‌های کامپیوتری می‌شود. از سوی دیگر گروهی یه نام واقع‌گرایان در تلاشند تا مانع تغییر شکل واقعیت شوند.

## خلاصه داستان
فیلم با سوء قصد به جان آلگرا گلر آغاز می‌شود. سپس وظیفه محافظت از او به شخصی به نام تد پیکول واگذار می‌گردد. آنان برای نجات جان خود وارد هتلی در آن نزدیکی می‌شوند و …

## بازیگران
- جنیفر جیسن لی - آلگرا گلر
- جود لا - تد پیکول
- ایان هولم - کیری وینوکور
- دان مک‌کلر - ایوگینی نوریش
- کلوم کیت رنی - هیوگو کارلا
- سارا پلی - مرله
- کریستوفر اکلستون - رهبر سمینار
- ویلم دفو - گس

## تحلیل فیلم
اگزیستنز اختلاط واقعیت و توهم تا سرحد ممکن را به تصویر می‌کشد. نحوه قرار گرفتن دوربین نیز درهم ریختگی مرز جهان واقعی و بازی‌های کامپیوتری را مورد تأکید قرار می‌دهد. عنوان فیلم بی‌اختیار سارتر را به یاد می‌آورد. کراننبرگ گفته است که به نظر او تمامی واقعیت، مجازی است. در این زمینه با ناباکف نیز اشتراک دارد. ناباکوف می‌گوید که دنیای جدید واقعی دنیایی است که هنرمند خلق می‌کند و واقعیت ابژکتیو و پایدار خودفریبی است.
ویژگی دیگری در فیلم وجود دارد که آن را نشانه‌ای از جامعه‌ای پست مدرن می‌نمایاند — یعنی تمایززدایی دال و مدلول و مرجع دلالت — به این معنا که زندگی روزانه آکنده از واقعیتی شده است که به‌طور روزافزونی مرکب از بازنمودهاست. واقعیت در تلویزیون و تبلیغات و ویدیو و کامپیوتر و غیره.

## جوایز
- برنده خرس نقره ای جشنواره فیلم برلین در سال ۱۹۹۹
- برنده جایزه جینی (بهترین‌های سینمای کانادا) در سال ۲۰۰۰[۲]

## نکات جالب
- اگزیستنز یکی از ده فیلم برتر سال ۱۹۹۹ به انتخاب کایه دو سینما است.[۳]
- راجر ایبرت با دادن امتیاز بالای ۷۵ از ۱۰۰ به این فیلم دربارهٔ آن گفته بود (فیلم اگزیستنز به احتمال زیاد مورد توجه بازیکنان بازی‌های رایانه‌ای قرار خواهد گرفت؛ چرا که فیلم با جهان این بازی‌ها آشناست و دربارهٔ پیشرفت صنعت بازی و آینده آن گمانه‌زنی می‌کند).[۴]
- این فیلم در واقع ادامه‌ای محتوایی یا معنوی بر فیلم ویدئودروم (فیلم دیگری از کراننبرگ) بود که بر مبحث واقعیت مجازی تکیه داشت و بر مبحث اسارت ذهن بشر و چیستی اراده او در میان تکنولوژی‌های نوظهور — گیمینگ — تأکید می‌کرد.[۵]
- فیلم اگزیستنز شباهت زیادی با فیلم تلقین (۲۰۱۰) اثر کریستوفر نولان دارد. گمان می‌رود که فیلم نولان تقلیدی از این فیلم باشد.[۶]